# Wilhelm Johannsen
Wilhelm Ludvig Johannsen (3 de febrero de 1857 - 11 de noviembre de 1927), fue un botánico, genetista, fisiólogo vegetal danés.
Trabajó para el Instituto agrícola de Copenhague antes de convertirse en catedrático de agricultura a la universidad de la ciudad. En 1909 acuñó el término gen (a partir del griego "que origina...") como abreviatura de la palabra pangenes, acuñada por Hugo de Vries en 1889. También acuñó las palabras "genotipo" y fenotipo" en 1911. No obstante, los términos genotipo y fenotipo tuvieron en principio para Johannsen un significado poblacional, no individual: el fenotipo era una descripción estadística de la aparición de caracteres entre una población; el término genotipo era una abstracción referida a los "linajes puros".

## Honores
- Miembro corresponsal de la Academia de Ciencias Naturales de Filadelfia, electo en 1915